# Viehverkehrsverordnung
Die Viehverkehrsverordnung, vollständig Verordnung zum Schutz gegen die Verschleppung von Tierseuchen im Viehverkehr (ViehVerkV), ist eine Bundesrechtsverordnung für die Nutztierhaltung zur Verhinderung der Ausbreitung von Tierseuchen im Viehverkehr. Sie wurde am 6. Juli 2007 erlassen, am 3. März 2010 erfolgte eine Neufassung. Die Verordnung wurde erlassen, um mehrere europäische Richtlinien zur Tierseuchenbekämpfung zu decken, entsprechende Verordnungen und Gesetze existieren auch in anderen Mitgliedsstaaten der Europäischen Union.

## Grundlage
Die Verordnung dient der Regelung des Viehverkehrs zur Verhinderung der Verschleppung und Ausbreitung von Tierseuchen in Deutschland und darüber hinaus. Die aktuell gültige Viehverkehrsverordnung wurde auf der Grundlage mehrerer EU-Richtlinien zur Eindämmung von Tierseuchen bei Transporten und Handel vor allem beim Umgang mit Pferden, Rindern und Schweinen eingerichtet:
1. Richtlinie 90/426/EWG des Rates vom 26. Juni 1990 zur Festlegung der tierseuchenrechtlichen Vorschriften für das Verbringen von Equiden und für ihre Einfuhr aus Drittländern (ABl. L 224 vom 18. August 1990, S. 42, L 296 vom 27. Oktober 1990, S. 66),[2]
2. Richtlinie 90/427/EWG des Rates vom 26. Juni 1990 zur Festlegung der tierzüchterischen und genealogischen Vorschriften für den innergemeinschaftlichen Handel mit Equiden (ABl. L 224 vom 18. August 1990, S. 55),[3]
3. Richtlinie 92/102/EWG des Rates vom 27. November 1992 über die Kennzeichnung und Registrierung von Tieren (ABl. L 355 vom 5. Dezember 1992, S. 32),[4]
4. Richtlinie 2000/15/EG des Europäischen Parlaments und des Rates vom 10. April 2000 zur Änderung der Richtlinie 64/432/EWG des Rates zur Regelung viehseuchenrechtlicher Fragen beim innergemeinschaftlichen Handelsverkehr mit Rindern und Schweinen (ABl. L 105 vom 3. Mai 2000, S. 34). Diese baut auf der Richtlinie 64/432/EWG des Rates zur Regelung viehseuchenrechtlicher Fragen beim innergemeinschaftlichen Handelsverkehr mit Rindern und Schweinen auf.[5]

## Inhalt
Die Viehverkehrsverordnung regelt entsprechend die Unterbringung, den Transport und die Kennzeichnung von Nutztieren für Viehausstellungen, Viehmärkte und Schlachtstätten, ebenso den Umgang mit den Tieren in Viehhandelsunternehmen, Transportunternehmen und Sammelstellen unter dem Gesichtspunkt der Tierseuchenbekämpfung.

### Tiertransporte und Viehladestellen

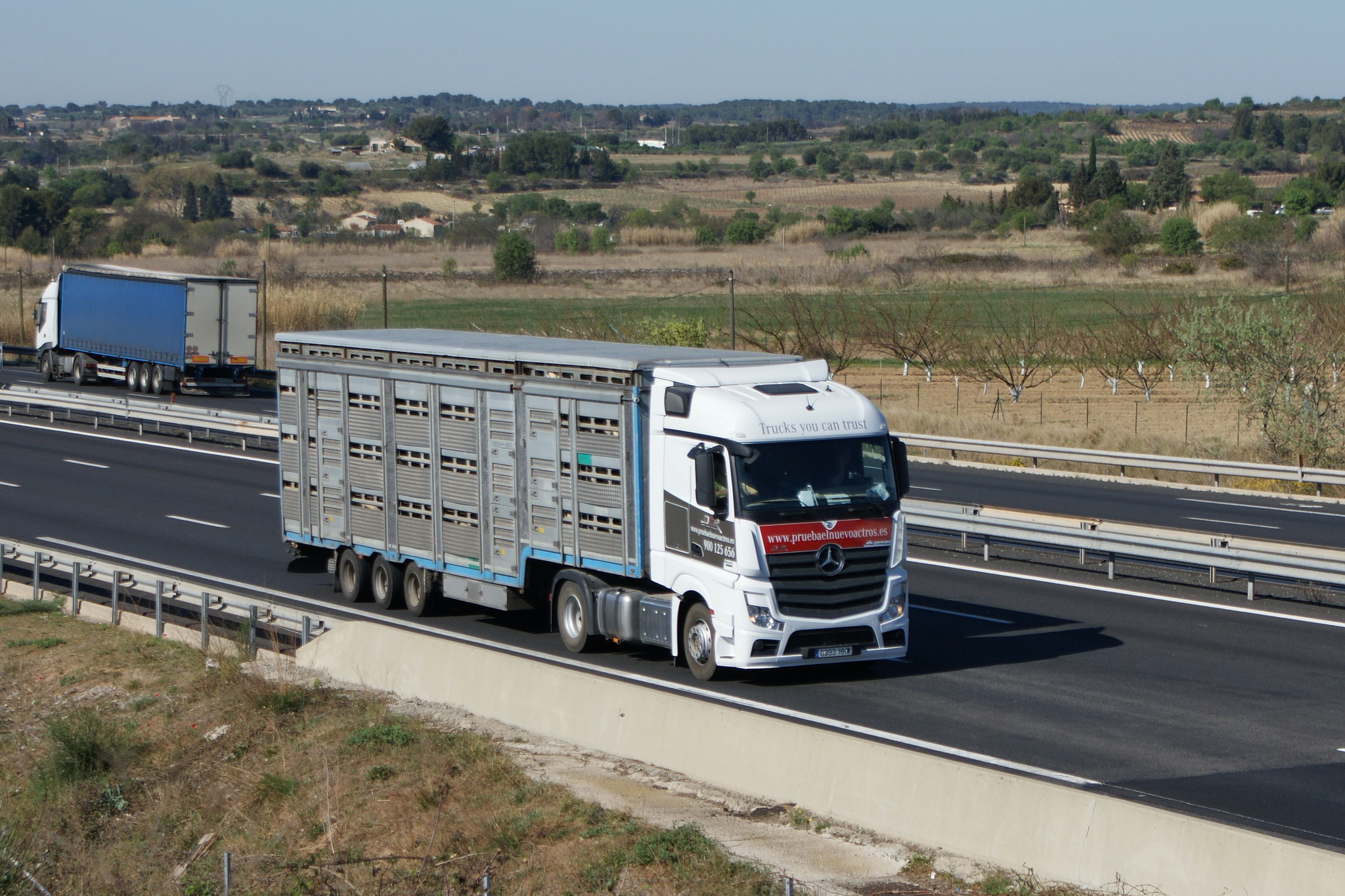
Tiertransporter

Im Bereich der Tiertransporte regelt die Viehverkehrsverordnung sowohl die grundsätzliche Beschaffenheit und Ausstattung von Viehtransportfahrzeugen wie auch die Viehladestelle. Im Fall der Fahrzeuge gibt die Verordnung vor, dass die Fahrzeuge und Anhänger, die zur Beförderung lebenden Viehs benutzt werden, zum einen so beschaffen sein müssen, „dass tierische Abgänge, Einstreu oder Futter während des Transportes nicht heraussickern oder herausfallen können“, zum anderen müssen sie „leicht zu reinigen und zu desinfizieren sein“. Während private Fahrzeuge, die vor allem den Bestand zwischen den Ställen und Weideflächen transportieren, davon ausgeschlossen sind, werden „Eisenbahnwagen sowie Räume und Teile von Räumen in Eisenbahnwagen, Flugzeugen und Schiffen, die zur Beförderung lebenden Viehs benutzt werden“, in die Verordnung eingeschlossen.

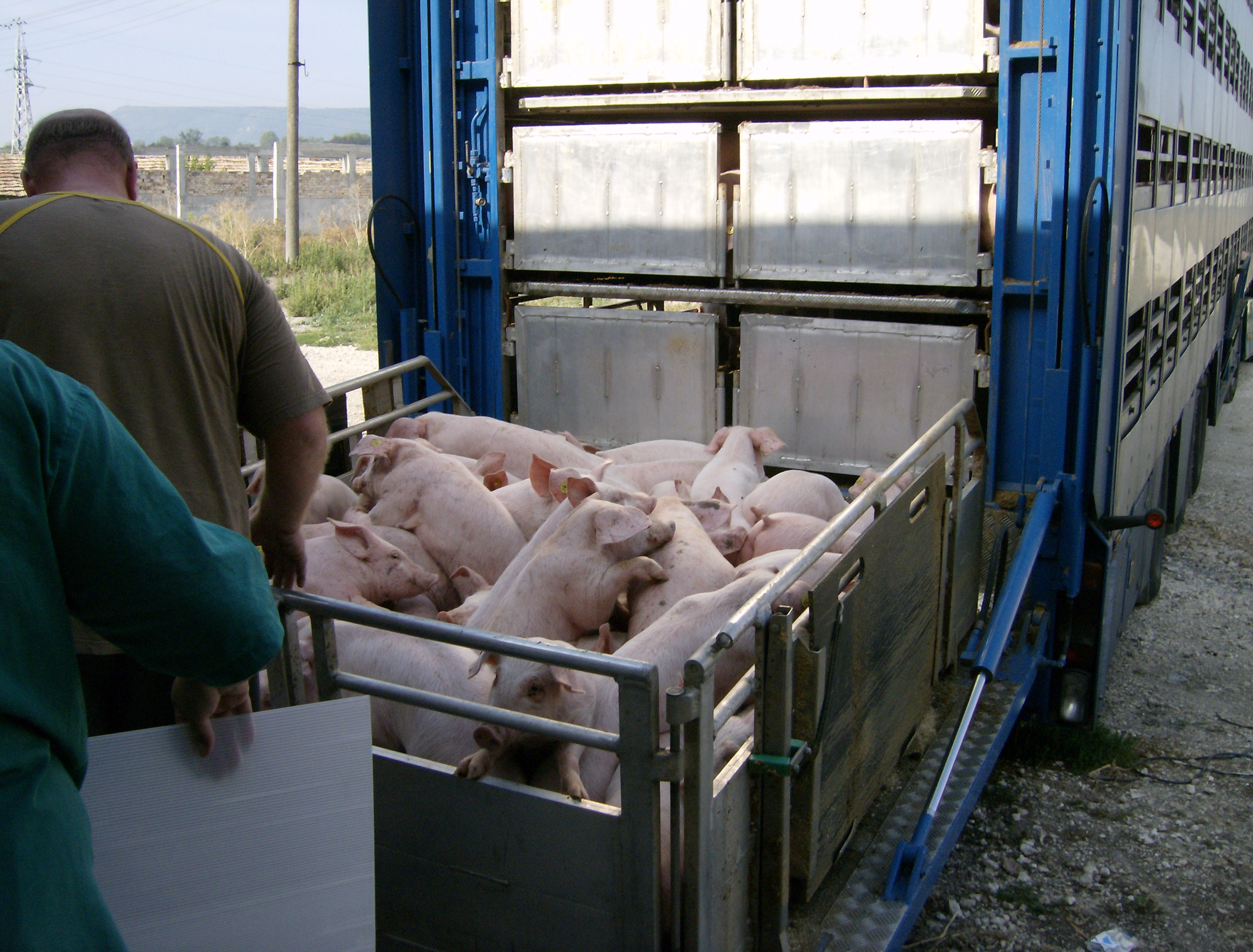
Verladung von Schweinen in einen LKW in Russland

Für Viehladestellen, in denen regelmäßig Vieh verschiedener Besitzer verladen, entladen, umgeladen oder verwogen wird, gilt neben verschiedenen Hygienevorschriften eine Meldepflicht, die auch Änderungen im Betrieb einschließt. Die Hygienevorschriften schließen eine gute Beleuchtung sowie eine leichte Reinigung und Desinfektion ein, die für alle Teile der Anlage gegeben sein müssen. Unter Druck stehendes Wasser zur schnellen Reinigung sowie eine Einrichtung zur Reinigung und Desinfektion von Händen und Schuhwerk müssen vorhanden sein. Hinzu kommt die Forderung nach befestigten Wegen und Plätzen mit flüssigkeitsundurchlässigem Boden und Anschluss an die Kanalisation sowie die Einrichtung geeigneter Dunglagerstätten zum Sammeln anfallenden Dungs und Streumaterials. Vieh, das sichtbare Anzeichen einer übertragbaren Krankheit aufweist, darf nicht verladen, entladen, umgeladen oder verwogen werden. Darüber hinaus können weitere Forderungen (eingefriedete Plätze, getrennte Unterbringung, Anbindevorrichtungen) durch die zuständige Behörde angeordnet werden, die auch Ausnahmen für kleine Viehladestellen beschließen kann.

### Regelungen für den Handel, Ausstellungen und Schlachtstätten
Vor allem für die Ausstellung, den Handel und Schlachtstätten werden in der Viehverkehrsverordnung Meldepflichten und umfassende Hygienevorschriften festgelegt, um eine potenzielle Tierseuchenverbreitung zu verhindern. So müssen Orte, an denen Viehmärkte und Viehausstellungen stattfinden eingefriedet sein und dürfen für das Vieh nur durch überwachbare Ein- und Ausgänge zugänglich sein. Wie bei den Viehverladestellen müssen alle Bereiche, in denen Vieh be- und entladen wird, befestigt und einfach zu reinigen und desinfizieren sein. Zudem muss für Viehtransportfahrzeuge ein besonderer Platz mit flüssigkeitsundurchlässigem Boden und unter Druck stehendem Wasser vorhanden sein. Die Unterbringung des Viehs muss in gut beleuchteten und leicht zu reinigenden Unterkünften mit flüssigkeitsundurchlässigem Boden erfolgen. Darüber hinaus müssen Räume zur Absonderung seuchenkranker oder verdächtiger Tiere sowie eine Einrichtung zur Dunglagerung vorhanden sein. Behördliche Sonderregelungen und Ausnahmen sind auch hier zugelassen. Ähnliche Hygienevorschriften wie für die Unterbringung bei Veranstaltungen gelten auch für Gastställe.
Besondere Regelungen gelten für den Auftrieb der Tiere zu den Veranstaltungen. Hier ist eine dauerhafte Kennzeichnung der Tiere sowie eine amtstierärztliche Überprüfung der Tiere gefordert. Der Auftrieb muss zudem unter ausreichender künstlicher Beleuchtung oder bei Tageslicht erfolgen. Für Schlachtstätten regelt die Viehverkehrsverordnung nur die Sondergenehmigungen für den Abtrieb von Vieh von einem Schlachtviehmarkt oder einer Schlachtstätte. Tiere dürfen nur dann vom Schlachtbetrieb abgetrieben werden, wenn sie fehlgeleitete oder tragend sind oder einer Unterbringung zugeführt werden, wo sie bis zur Schlachtung verbleiben.
Für den Viehhandel gelten zahlreiche Regelungen. So bedarf der Handel mit Vieh ebenso wie der Umgang in Form von Transporten oder in Sammelstellen einer Anmeldung bei den zuständigen Behörden. Viehhandelsunternehmen, Sammelstellen und Transportunternehmen brauchen eine behördliche Zulassung und müssen entsprechend die tierseuchenrechtlichen Bestimmungen erfüllen. Die entsprechenden Unternehmen werden erfasst, registriert und dem Bundesministerium für Ernährung, Landwirtschaft und Verbraucherschutz gemeldet, das die Zulassungen mit Registrierschlüssel im Bundesanzeiger veröffentlicht. Bei Nichterfüllungen der Voraussetzungen kann behördlich das Ruhen der Zulassung bis zur Behebung der festgestellten Mängel angeordnet werden.

### Desinfektionsbestimmungen
Sowohl für Transportfahrzeuge und -gerätschaften wie auch für Infrastruktureinrichtungen von Handelsunternehmen, bei Viehmärkten und bei Ausstellungen, die mit dem Vieh in direkten Kontakt kommen, gelten entsprechend der Viehverkehrsverordnung strenge Hygienevorschriften. Sowohl die Transportmittel wie auch Viehladestellen, Laderampen und Räume zur Unterbringung des Viehs sowie alle Zufahrtswege müssen nach der Nutzung innerhalb eines vorgegebenen Zeitraums gründlich gereinigt und desinfiziert werden. Bei der Reinigung anfallender Dung, Streumaterial und Futterreste müssen unschädlich beseitigt oder so behandelt werden, dass Tierseuchenerreger abgetötet werden.

### Dokumentation, Kennzeichnung und Registrierung
Für Handels- und Transportunternehmen sowie für andere Personen, die mit wechselnden Viehbeständen umgehen, gelten umfassende Dokumentationspflichten der Viehbestände über Ursprungszeugnisse, Kastrations- und Klauenpflegekontrollbücher, Gesundheitszeugnisse, Viehhandels- und Transportkontrollbücher, Desinfektionskontrollbücher sowie von Deckregistern. Diese Dokumente müssen jeweils über drei Jahre über ihre Verwendung hinaus aufbewahrt werden.

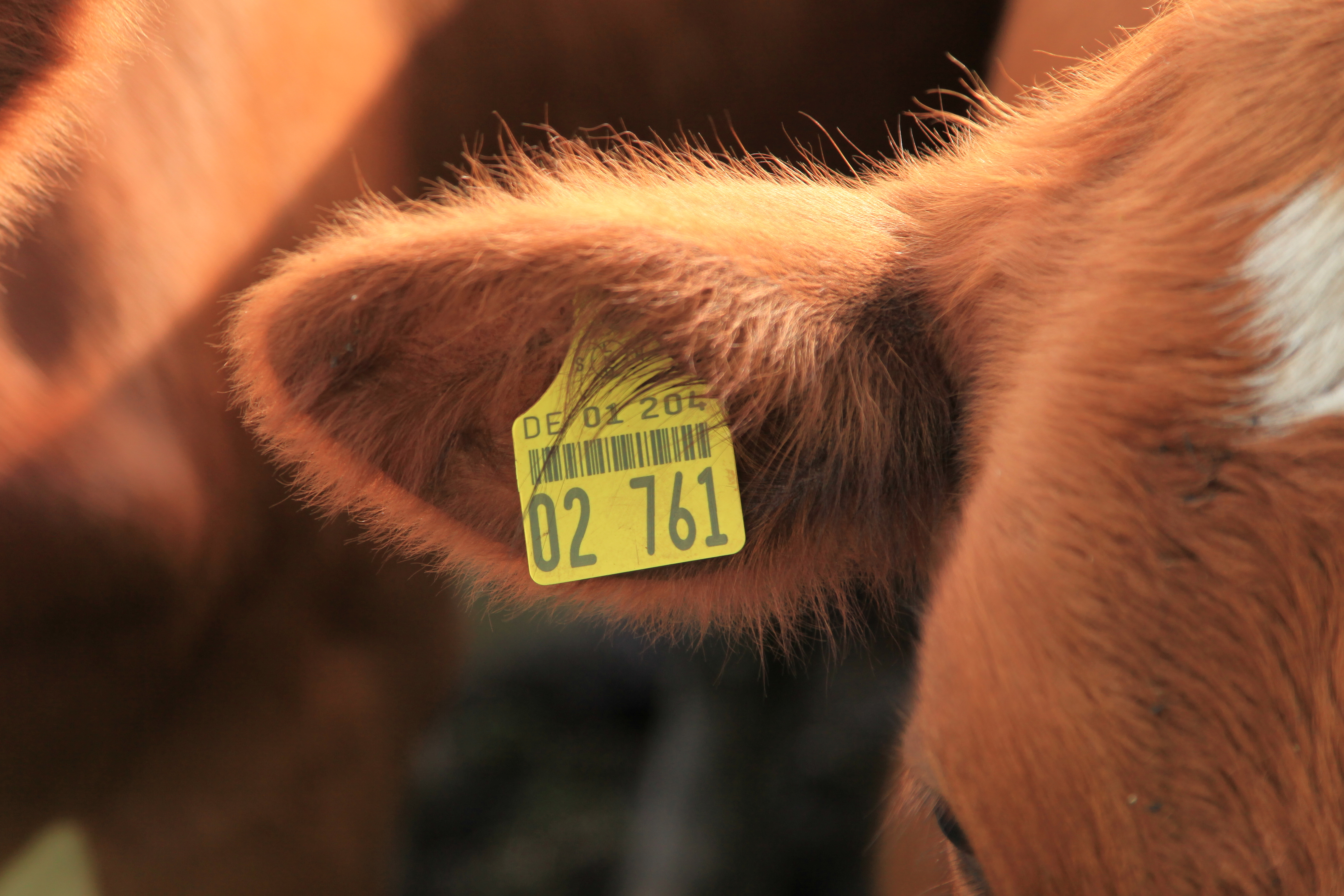
Ohrmarken bei einem Hausrind

Halter vieler Nutztierarten müssen Daten zu Haltung sowie Bestandsveränderungen anzeigen und registrieren lassen; zudem gelten für sie Kennzeichnungs- und weitere Dokumentationspflichten. Die Pflicht zur Registrierung bei der zuständigen Behörde oder beauftragten Stellen gilt für Halter von Rindern, Schafen und Ziegen, Schweinen, Einhufern und Geflügel einschließlich Wachteln, Haustauben, Laufvögeln, während Halter von Gehegewild, Kameliden und anderen Klauentieren lediglich eine Anzeigepflicht und die Pflicht zum Führen eines Bestandsregisters trifft. Die individuelle Kennzeichnung der Tiere ist für Rinder, Ziegen und Schafe, Schweine und Einhufer vorgeschrieben. Zur inzwischen überwiegend online durchgeführten Registrierung von Rinder-, Schafe- und Ziegen- sowie Schweinehaltungen wird das Herkunftssicherungs- und Informationssystem für Tiere, abgekürzt HI-Tier oder HIT als Datenbank betrieben, die inzwischen auch weitere Aufgaben der Datenerfassung und des Datenaustauschs übernimmt.

#### Rinder
Rinder werden nach Artikel 4 der EU-Verordnung Nr. 1760/2000 zur Einführung eines Systems zur Kennzeichnung und Registrierung von Rindern und über die Etikettierung von Rindfleisch und Rindfleischerzeugnissen mit einer amtlich ausgegebenen Ohrmarke dauerhaft gekennzeichnet und über deren Daten registriert. Diese Regelung sieht eine standardisierte gelbe Ohrmarke mit schwarzer Schrift vor, die neben einem Kürzel für das Herkunftsland (zum Beispiel DE für Deutschland, DK für Dänemark) in Deutschland eine zweistellige Nummer für das Bundesland sowie eine bis zu 8-stellige individuelle Nummer als Registriernummer enthält. Diese Kennung ist zusätzlich als Strichcodes auf der Marke abgebildet. In Ausnahmefällen, vor allem bei kleinwüchsigen Rinderrassen, kann die Ohrmarke in ihrer Größe reduziert und mit einem Nurlese-Passivtransponder ausgestattet werden. Halter haben zudem die Pflicht, über ihre Rinder ein Bestandsregister zu führen und Bestandsänderungen wie Geburten, Transporte, Einkäufe und Todesfälle der Behörde oder beauftragten Stelle mitzuteilen. Zudem wird von der zuständigen Behörde ein Stammdatenblatt angelegt, das neben der Ohrmarkennummer auch weitere Angaben zum Rind verzeichnet. Für den Transport von Rindern muss zudem ein Rinderpass ausgestellt und mitgeführt werden, der jedoch durch ein Stammdatenblatt mit den angeforderten Daten ersetzt werden kann. 

#### Schafe, Ziegen und Schweine
Bei Schafen und Ziegen basiert die Kennzeichnungspflicht auf der Verordnung (EG) Nr. 21/2004 des Rates vom 17. Dezember 2003 zur Einführung eines Systems zur Kennzeichnung und Registrierung von Schafen und Ziegen für alle Tiere, die im Bestand geboren oder eingestellt werden. Bei diesen Tieren besteht die Kennzeichnung aus einem Ohrmarken-Transponder mit einem Bolus-Transponder als erster Kennzeichnung sowie einer Zweitkennzeichnung in Form einer Ohrmarke, die im Wesentlichen den Ohrmarken bei Rindern entspricht, einer Fußfessel oder einer Tätowierung im Ohr. Auch hier besteht die Registrierpflicht sowie die Pflicht zur Führung eines Bestandsregisters und von Begleitpapieren beim Transport. Entsprechende Regeln gelten für die Schweinehaltung.

#### Einhufer

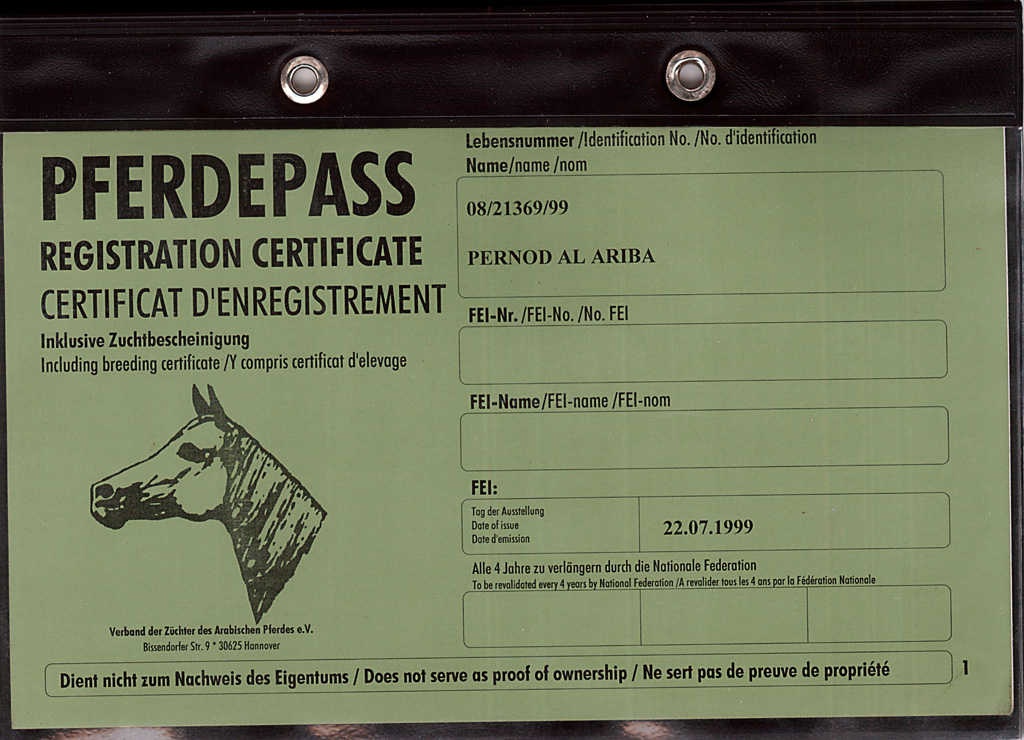
Equidenpass

Für Hauspferde gelten Registrierungs- und Kennzeichnungspflichten auf Basis der Verordnung (EG) Nr. 504/2008 der Kommission vom 6. Juni 2008 zur Umsetzung der Richtlinien 90/426/EWG und 90/427/EWG des Rates in Bezug auf Methoden zur Identifizierung von Equiden. Diese setzt auch europäische Vorschriften zur Festlegung der tierzüchterischen und genealogischen Vorschriften für den innergemeinschaftlichen Handel mit Equiden sowie tierseuchenrechtliche Vorschriften für das Verbringen von Equiden und für ihre Einfuhr aus Drittländern um. Nach dieser Vorschrift erfolgt die Kennzeichnung über die Implantation eines Transponders zwischen Genick und Widerrist in die Mitte des Halses im Bereich des Nackenbandes parenteral. Hinzu kommt die Erstellung eines individuellen Equidenpasses zur Identifizierung der Tiere und der Eigentümer.

### Sonstige Bestimmungen
Neben den angesprochenen Themen werden weitere, im Umfang weniger ausführliche Aspekte behandelt. So regelt der § 9 das Verbot der Kastration von nichttierärztlichen Viehkastrierern bei Tieren, die an einer anzeigepflichtigen Tierseuche leiden oder bei denen der Verdacht auf eine solche Tierseuche vorliegt. Die Anzeigepflicht zum Leiten von Wanderschafherden innerhalb von Landkreisen sowie über Kreisgrenzen werden in § 10 betrachtet. Dabei bedarf es grundsätzlich der Genehmigung durch die zuständigen Behörden und den Nachweis über ein amtstierärztliches Zeugnis, dass die Herde frei von äußeren Erscheinungen ist, die auf eine Tierseuche schließen lassen.

## Geschichte
Die aktuell gültige Viehverkehrsverordnung auf der Basis der genannten EU-Richtlinien wurde am 6. Juli 2007 im deutschen Bundesgesetzblatt veröffentlicht und trat am 14. Juli 2007 in Kraft. In den Folgejahren gab es zwei kleine Änderungen:
- Am 1. Mai 2008 trat der Artikel 3 der Verordnung zur Änderung der EG-Blauzungenbekämpfung-Durchführungsverordnung, der Geflügelpest-Verordnung und der Viehverkehrsverordnung vom 25. April 2008 (BGBl. I S. 764) in Kraft, nach dem ein Datum geändert wurde.
- Am 23. Juni 2009 wurde auf der Basis des Artikel 2 der Verordnung zur Änderung der Tuberkulose-Verordnung und sonstiger tierseuchenrechtlicher Verordnungen vom 17. Juni 2009 (BGBl. I S. 1337) kleinere Ergänzungen im Anhang aufgenommen, etwa die Aufnahme des Wagyu-Rindes in die Liste der Rinderrassen und die Aufnahme der voraussichtlichen Dauer der Beförderung in das Transportkontrollbuch.

Am 9. März 2010 wurde im Rahmen der Ersten Verordnung zur Änderung der Viehverkehrsverordnung vom 3. März 2010 auf der Basis des Tierseuchengesetz eine Neufassung der Verordnung beschlossen (BGBl. 2010 I S. 198). Die deutlich überarbeitete Verordnung wurde am 3. März 2010 veröffentlicht wurde und trat am 9. März 2010 in Kraft.
Kleine Änderungen der Wortwahl der Neufassung erfolgten im Dezember 2011 durch die Verordnung zur Anpassung von Verordnungen nach dem BMELV-Vertrag von Lissabon-Anpassungsgesetz vom 13. Dezember 2011 (BGBl. I S. 2720) und durch das Gesetz zur Änderung von Vorschriften über Verkündung und Bekanntmachungen sowie der Zivilprozessordnung, des Gesetzes betreffend die Einführung der Zivilprozessordnung und der Abgabenordnung vom 22. Dezember 2011 (BGBl. I S. 3044). Die letzte Änderung trat aufgrund des Art. 28 der Vierten Verordnung zur Änderung tierseuchenrechtlicher Verordnungen vom 17. April 2014 (BGBl. I S. 388) in Kraft, bei der erste Anpassungen an das neu erlassene Tiergesundheitsgesetz durchgeführt wurden. Da das Tierseuchengesetz am 1. Mai 2014 durch eine grundlegende Neufassung mit dem Titel Tiergesundheitsgesetz (TierGesG) ersetzt wurde, sind weitere Änderungen zu erwarten.